# Graphium liponesco
Graphium liponesco är en fjärilsart som först beskrevs av Ernst Suffert 1904.
Graphium liponesco ingår i släktet Graphium och familjen riddarfjärilar. Inga underarter finns listade i Catalogue of Life.